# Mary Matilyn Mouser

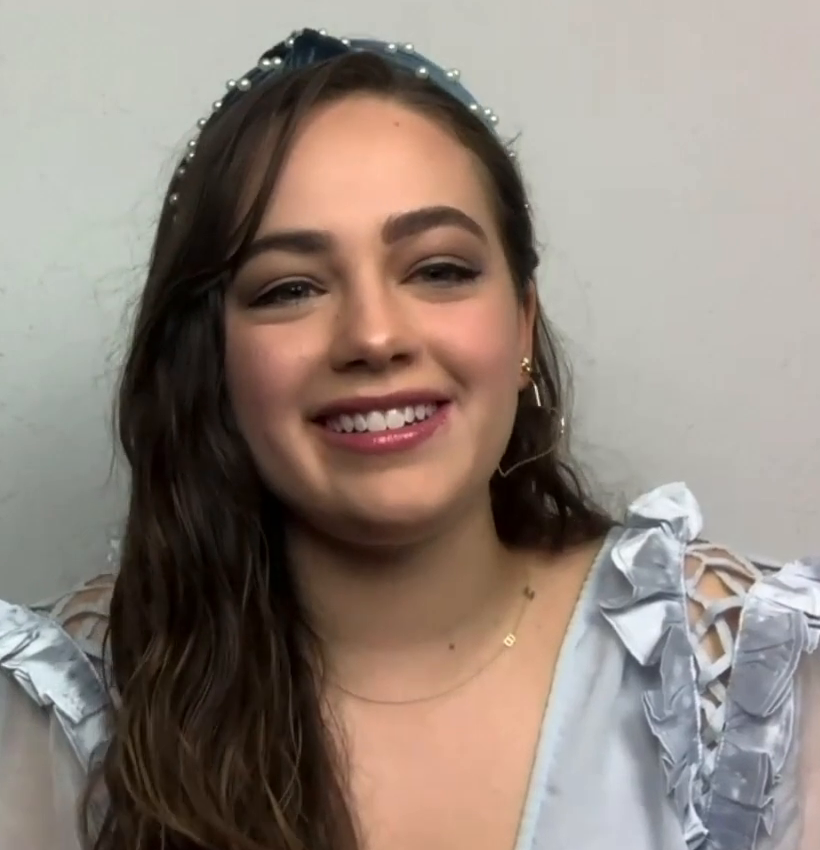
Mary Matilyn Mouser, 2021

Mary Matilyn Mouser (* 9. Mai 1996 in Pine Bluff, Arkansas) ist eine US-amerikanische Schauspielerin.

## Leben
Bekannt wurde sie durch die Rolle der Lacey Fleming in der Serie Body of Proof. Zuvor war sie bereits als Gast in verschiedenen Produktionen zu sehen. Des Weiteren arbeitet sie als Synchronsprecherin für Serien wie Chowder oder war im Film Final Fantasy VII: Advent Children zu hören. Kurz nach der Premiere von den letzten Folgen der Serie Cobra Kai, gaben sie und ihr Serienkollege Tanner Buchanan via Instagram bekannt, sich verlobt zu haben.

## Filmografie (Auswahl)
- 2004: Without a Trace – Spurlos verschwunden (Without a Trace, Fernsehserie, eine Folge)
- 2005: Die Maske 2: Die nächste Generation (Son of the Mask)
- 2005: Scrubs – Die Anfänger (Scrubs, Fernsehserie, eine Folge)
- 2005: Tarzan 2 (Tarzan II, Stimme)
- 2005: Monk (Fernsehserie, eine Folge)
- 2005: Final Fantasy VII: Advent Children (Stimme)
- 2005: Inconceivable (Fernsehserie, eine Folge)
- 2005: CSI: Den Tätern auf der Spur (CSI: Crime Scene Investigation, Fernsehserie, eine Folge)
- 2005: King of Queens (The King of Queens, Fernsehserie, eine Folge)
- 2005–2012: Navy CIS (NCIS, Fernsehserie, 9 Folgen)
- 2006: Holly Hobbie and Friends: Christmas Wishes (Kurzfilm, Stimme)
- 2006: Mr. Fix It
- 2006–2007: Me, Eloise (Fernsehserie, 6 Folgen, Stimme)
- 2007: State of Mind (Fernsehserie)
- 2007: LA Blues
- 2007: A Stranger’s Heart (Fernsehfilm)
- 2007: Penny Dreadful (Kurzfilm)
- 2007–2008: Life Is Wild (Fernsehserie, 13 Folgen)
- 2008: Dragon Hunters – Die Drachenjäger (Chasseurs de dragons, Synchronsprecher)
- 2008: Delgo (Stimme)
- 2008: Ball Don’t Lie
- 2008: Life (Fernsehserie, eine Folge)
- 2009: Bride Wars – Beste Feindinnen (Bride Wars, Stimme)
- 2009: The Hole – Wovor hast Du Angst? (The Hole)
- 2009: Lie to Me (Fernsehserie, eine Folge)
- 2009–2010: Chowder (Fernsehserie, 2 Folgen, Stimme)
- 2010: Ghost Whisperer – Stimmen aus dem Jenseits (Ghost Whisperer, Fernsehserie, eine Folge)
- 2010: The Lord of the Rings: Aragon’s Quest (CS)
- 2010: All Kids Count
- 2011–2013: Body of Proof (Fernsehserie, 30 Folgen)
- 2012: Beste FReinde (Frenemies, Fernsehfilm)
- 2012: Drop Dead Diva (Fernsehserie, eine Folge)
- 2013: Medeas
- 2013–2015: The Fosters (Fernsehserie, 3 Folgen)
- 2014: Criminal Minds (Fernsehserie, eine Folge)
- 2014: North & South – Die Schlacht bei New Market (Field of Lost Shoes)
- 2014: Die Coopers – Schlimmer geht immer (Alexander and the Terrible, Horrible, No Good, Very Bad Day)
- 2014–2015: Scandal (Fernsehserie, 2 Folgen)
- 2015: Maron (Fernsehserie, eine Folge)
- 2016: Code Black (Fernsehserie, eine Folge)
- 2016: Freakish (Fernsehserie, 5 Folgen)
- 2017: Scorpion (Fernsehserie, eine Folge)
- 2018: Happy Together (Fernsehserie, eine Folge)
- 2018–2025: Cobra Kai (Fernsehserie)
- 2019: Room 104 (Fernsehserie, eine Folge)
- 2019: Gates of Darkness
- 2022: Wer kann, der kann! USA (Fernsehserie, eine Folge)